# The Last Angry Man
The Last Angry Man és una pel·lícula dels Estats Units dirigida per Daniel Mann, estrenada el 1959.

## Argument[1]
El doctor Samuel Abelman ha fet de la seva vocació un sacerdoci. Des de fa quaranta-cinc anys cuida els indigents i les famílies miserables de Brooklyn.
Un realitzador de televisió que ha tingut coneixement de la devoció desinteressada del vell metge, intenta convèncer-lo que la seva existència exemplar faria un excel·lent reportatge. Molt de temps indecís, acaba acceptant. Però quan l'emissió ha de començar, se'l crida per anar a la capçalera d'un jove pres malalt. Planta tot l'equip tècnic per córrer on el seu deure el crida…

## Repartiment
- Paul Muni: Dr. Sam Abelman
- David Wayne: Woodrow Wilson Thrasher
- Betsy Palmer: Anna Thrasher
- Luther Adler: Dr. Max Vogel
- Billy Dee Williams: Josh Quincy
- Claudia McNeil: Sra. Quincy

## Premis i nominacions

### Nominacions
- 1960: Oscar al millor actor  per Paul Muni
- 1960: Oscar a la millor direcció artística  per Carl Anderson i William Kiernan